# Push!
Push! è un singolo del rapper italiano Rocco Hunt pubblicato il 26 luglio 2024.

## Tracce
Testi di Rocco Pagliarulo, musiche di Rocco Pagliarulo, Valerio Passeri.
1. Push! – 2:32